# Aclerda sasae
Aclerda sasae är en insektsart som beskrevs av Borchsenius 1960. Aclerda sasae ingår i släktet Aclerda och familjen Aclerdidae. Inga underarter finns listade i Catalogue of Life.